# Galinthias amoena
Galinthias amoena är en bönsyrseart som beskrevs av Henri Saussure 1871. Galinthias amoena ingår i släktet Galinthias och familjen Hymenopodidae. Inga underarter finns listade i Catalogue of Life.